# 小村將
小村將（日语：／ Komura Shō，5月7日—）是一名日本男性聲優，出身於栃木縣，ARTSVISION所屬。

## 經歷
畢業於日本播音演技研究所。

## 人物
興趣與特長包括運動、音樂鑑賞、足球、游泳及節奏口技。
喜歡企鵝、水豚以及遊戲。
與林莉花為同期生。

## 演出作品
※粗體字為主要角色。

### 電視動畫
2022年
- SLOW LOOP-女孩的釣魚慢活-（釣魚大會客）
- 朋友遊戲（學生、學生A）
- 闇影詩章F（男學生）
- 軟軟噗尼寵物小精靈（比卜輪、廣播）
- 飆速宅男 LIMIT BREAK（學生）

2023年
- 不相信人類的冒險者們好像要去拯救世界（粉絲）
- 七大罪 啟示錄四騎士（珀西瓦里[3]）

2024年
- 戰鬥陀螺 X（業餘Blader）
- 黑執事 寄宿學校篇（學生）
- 前輩是偽娘（學生E）
- 地下城中的人（新手A）
- 機械臂（伊萬里、赫提洛克拉文的Mecha-Ude使）
- 七大罪 啟示錄四騎士 第2期（珀西瓦里）
- 2.5次元的誘惑（助手B）

2025年
- 我和班上最討厭的女生結婚了。（男學生）
- 王者天下6（蒼仁[4]）

### 劇場版動畫
2024年
- 劇場版 閃電十一人 新英雄們的序章（笹波雲明[5]）

### 遊戲
2023年
- DEFENSE DERBY（石榴石炸彈、貓魔法使）
- （[6]）

2025年
- 閃電十一人 英雄們的勝利之路（笹波雲明[7]）

## 外部連結
- （页面存档备份，存于）
- 小村將的X（前Twitter）